# Vincent Kriechmayr
Vincent Kriechmayr, avstrijski alpski smučar, * 1. oktober 1991, Linz, Avstrija.

## Življenjepis

### 2017: Prva zmaga
Svojo prvo zmago v Svetovnem pokalu je dosegel 1. decembra 2017 na superveleslalomu v Beaver Creeku.

### 2019: Zmaga v Wengnu
Avstrijec je 19. januarja 2019 zmagal na legendarnem smuku v Wengnu. To je bila njegova četrta zmaga v karieri.